# Iser Be'eri
Iser Be'eri (hebrejsky: איסר בארי, žil 1901 – 30. ledna 1958), známý jako Velký Iser, byl ředitel zpravodajské služby Hagany – Šaj, který se podílel na reorganizaci izraelských zpravodajských služeb. Je jedním ze zakladatelů izraelské vojenské výzvědné služby, v jejímž čele stál v letech 1948 až 1949. Během své služby se zapletl do několika afér, v jejichž důsledku musel zpravodajskou službu opustit a byl propuštěn z armády a degradován.

## Biografie
Narodil se v Będzinu v Ruském impériu (dnešní Polsko) a byl jedním ze skupiny mladých mužů, známých jako „Šest z Bedzinu,“ kteří později založili osadu Migdal. V roce 1921 podnikl aliju do britské mandátní Palestiny, kde se stal členem organizace ha-Kibuc ha-arci. Až do roku 1938 pracoval ve stavebnictví a v letech 1944 až 1945 řídil Israel Military Industries a v letech 1946 až 1947 továrnu Na'aman.
V roce 1938 vstoupil do Hagany, kde před svým jmenováním velitelem oblasti Kfar Gil'adi působil v pracovních praporech. V roce 1947 se stal příslušníkem Šaj, která byla zpravodajskou službou Hagany, a od února 1948 stanul v jejím čele. V červnu 1948 rozhodl izraelský premiér David Ben Gurion o reformě a reorganizaci izraelských tajných služeb a pověřil Be'eriho a Chajima Herzoga zřízením vojenské výzvědné služby (Šerut ha-modi'in) při generálním štábu, pod jejíž odpovědnost by spadalo „bitevní a taktické zpravodajství, kontrarozvědná činnost, cenzura, monitorování rozhlasu a vysílaček a speciální povinnosti.“ V čele této zpravodajské služby stanul Be'eri a Herzog byl jeho zástupcem. Be'eri však nebyl oblíben především v důsledku neustálého honu na vnitřního nepřítele. Ředitel Šin Bet (a posléze i Mosadu) Iser Har'el kritizoval Be'eriho slovy: „Většinu času věnoval raději policejním záležitostem než válečným povinnostem. Hned na začátku prostě rozhodl, že ten a ten je zrádce a špión. To co se s tím člověkem dělo potom, ho už nezajímalo.“

### Pád a odchod ze zpravodajských služeb
V květnu 1948 dospěl k přesvědčení, že jeden z vůdců vládní strany Mapaj, Aba Chuši, spolupracuje s Brity. Nechal proto zatknout Chušiho blízkého přítele, kterého následně jeho lidé tři dny mučili, aby ho poté, když nezískali informace, propustili. Be'eri rovněž nechal vyrobit podvrhy telegramů, které by dokládaly Chušiho napojení na britskou tajnou službu. V létě téhož roku se zase na základě armádního vyšetřování ukázalo, že Be'eri nechal popravit arabského armádního informátora Ali Kásima, o kterém se domníval, že je dvojí agent. Be'eri byl následně propuštěn ze zpravodajské služby a obviněn ze zabití za polehčujících okolností. Při následném neveřejném přelíčení válečného soudu byl odsouzen za zabití. Poté, co se zjistilo, že jsou zmíněné telegramy padělky byl navíc „vyhozen z armády v hodnosti vojína.“
V červenci 1949 byl zatčen v souvislosti s obviněním ze zabití Me'ira Tobianského, veterána Britské armády, Hagany a vedoucího židovského představitele Palestinské elektrárenské společnosti. Tobianski byl obviněn ze špionáže pro Brity a 29. června 1949 v následném přelíčení polního vojenského soudu vedeném Be'erim, Davidem Karonem, Binjaminem Giblim a Avrahamem Kidronem (Kramerem), odsouzen k trestu smrti. Vykonání rozsudku bylo provedeno bezprostředně poté popravčí četou tvořenou šesti vojáky Palmachu ve vesnici Bejt Džis.
V roce 1949 byl Tobianského proces přezkoumán izraelskou armádou. Tobianski byl následně posmrtně zproštěn obvinění ze špionáže, premiér Ben Gurion jej in memoriam povýšil do hodnosti kapitána a bylo rozhodnuto o vyplácení státní penze Tobianského vdově. Be'eri byl postaven před soud, který jej shledal vinným a vzhledem k mimořádným službám pro stát jej odsoudil k jednomu dni odnětí svobody. Po procesu se z něj stal zlomený muž, který následně žil v ústraní až do srdečního infarktu v lednu 1958, na jehož následky zemřel. O léta později byl posmrtně zproštěn viny.